# Blauwe springstaart
De blauwe springstaart (Anurida maritima) is een springstaartensoort uit de familie van de Neanuridae. De wetenschappelijke naam van de soort is voor het eerst geldig gepubliceerd in 1836 door Guérin-Méneville.